# کارآگاه کی: راز مردگان زنده
کارآگاه کی: راز مردگان زنده (کره‌ای: 조선명탐정: 흡혈괴마의 비밀) یک فیلم تاریخی اکشن ماجراجویی سال ۲۰۱۸ کره جنوبی به کارگردانی کیم سوک یون و با بازی کیم میونگ مین، اوه دال سو، کیم جی وون و کیم بوم است. این فیلم در ۸ فوریه ۲۰۱۸ در کره جنوبی منتشر شد.

## بازیگران
- کیم میونگ مین در نقش کیم مین، «کارآگاه کی»
- اوه دال سو در نقش هان سو پیل
- کیم جی وون در نقش وول یونگ[۵]
- کیم بوم در نقش چون مو[۶]
- پارک گون هیونگ در نقش کیم شین
- وو هیون در نقش آقای بانگ
- یون سانگ هون در نقش کیم شین (جوانی)
- جانگ یول در نقش چوی جه کیونگ
- کیم جونگ هوا در نقش چوی جه هی
- لی مین کی در نقش جونگ ایل یول
- هیون وو در نقش ولیعهد
- آن نه سانگ در نقش بانگ هیو این
- نام سونگ جین در نقش پادشاه فعلی چوسان (حضور ویژه)

## بازخورد انتقادی
یون مین شیک از کره هرالد این فیلم را «فرموله شده، بامزه، اما نه خیلی سرگرم‌کننده» توصیف کرده‌است؛ اکشن و سی‌جی آن را ضعیف ارزیابی کرده و نویسندگی آن را «بدترکیب» نامیده‌است.

## دنباله
کارآگاه کی یک مجموعه فیلم سه قسمتی با بازی کیم میونگ مین در نقش شخصیت اصلی و اوه دال سو در نقش شخصیت مکمل است. این فیلم بخش سوم و آخرین بخش از مجموعه فیلم کارآگاه کی است و پس از کارآگاه کی: راز بیوه با فضیلت (۲۰۱۱) و کارآگاه کی: راز جزیره گم‌شده (۲۰۱۵)، در ۸ فوریه ۲۰۱۸ منتشر شد.